# میلتوس پاپاپوستولو
میلتوس پاپاپوستولو (یونانی: Μιλτιάδης (Μίλτος) Παπαποστόλου؛ ۱۹۳۶ – ۲ فوریه ۲۰۱۷) یک بازیکن و سرمربی فوتبال اهل یونان بود.
از باشگاه‌هایی که در آن بازی کرده‌است می‌توان به باشگاه فوتبال آ. ا. ک آتن اشاره کرد.